# Copa Galicia de Baloncesto
La Copa Galicia sénior de baloncesto es una competición autonómica organizada por la Federación Gallega de Baloncesto, vigente desde el año 1986. El equipo más laureado es el CB Breogán con 15 títulos autonómicos, dos más que RC Celta en la competición femenina. El CB Breogán también es el vigente campeón gallego masculino tras derrotar en la final del torneo en Lugo al Leyma Coruña por 96–81.

## Campeones

### Categoría masculina
| Año  | Sede                   | Campeón                 | Subcampeón                   | Rtdo.   |
| ---- | ---------------------- | ----------------------- | ---------------------------- | ------- |
| 1986 | El Barco de Valdeorras | CB Breogán              | Obradoiro CAB                | 70–67   |
| 1987 | Pontevedra             | CB Breogán              | OAR Ferrol                   | 101–87  |
| 1988 | La Estrada             | OAR Ferrol              | CB Breogán                   | 87–77   |
| 1989 | Orense                 | OAR Ferrol              | Club Ourense Baloncesto      | 106–101 |
| 1990 | Carballo               | OAR Ferrol              | Club Ourense Baloncesto      | 99–88   |
| 1991 | El Barco de Valdeorras | OAR Ferrol              | Basketmar Coruña             | 86–85   |
| 1992 | Carballino             | Club Ourense Baloncesto | OAR Ferrol                   | 82–80   |
| 1993 | Villagarcía de Arosa   | OAR Ferrol              | Club Ourense Baloncesto      | 86–82   |
| 1994 | Vigo                   | Club Ourense Baloncesto | CB Breogán                   | 79–69   |
| 1995 | Orense                 | Club Ourense Baloncesto | CB Breogán                   | 93–77   |
| 1996 | La Coruña              | Club Básquet Coruña     | Club Ourense Baloncesto      | 73–67   |
| 1997 | Chantada               | Club Ourense Baloncesto | Basket Base Club Villagarcía | 97–77   |
| 1998 | Rianjo                 | CB Breogán              | Club Ourense Baloncesto      | 86–78   |
| 1999 | Cambados               | Club Ourense Baloncesto | CB Breogán                   | 83–75   |
| 2000 | Chantada               | CB Breogán              | Club Ourense Baloncesto      | 105–94  |
| 2001 | Chantada               | Club Ourense Baloncesto | CB Breogán                   | 88–64   |
| 2002 | Foz                    | CB Breogán              | Club Ourense Baloncesto      | 83–76   |
| 2003 | Lugo                   | CB Breogán              | Club Ourense Baloncesto      | 92–73   |
| 2004 | Santiago de Compostela | CB Breogán              | Basket Base Club Villagarcía | 74–57   |
| 2005 | Pontevedra             | CB Breogán              | CB Ciudad de Pontevedra      | 107–78  |
| 2006 | La Coruña              | Club Ourense Baloncesto | CB Breogán                   | 76–61   |
| 2007 | Vigo                   | CB Breogán              | CB Rosalía de Castro         | 89–57   |
| 2008 | Puenteareas            | CB Breogán              | CB Rosalía de Castro         | 82–64   |
| 2009 | Porriño                | CB Breogán              | Obradoiro CAB                | 63–57   |
| 2010 | Lalín                  | Obradoiro CAB           | Club Ourense Baloncesto      | 72–61   |
| 2011 | Noya                   | Obradoiro CAB           | Club Ourense Baloncesto      | 72–70   |
| 2012 | Orense                 | Obradoiro CAB           | Club Ourense Baloncesto      | 86–67   |
| 2013 | Santiago de Compostela | Obradoiro CAB           | CB Breogán                   | 67–60   |
| 2014 | Lugo                   | Obradoiro CAB           | CB Breogán                   | 74–59   |
| 2015 | Orense                 | Obradoiro CAB           | Club Básquet Coruña          | 79–69   |
| 2016 | Noya                   | Obradoiro CAB           | Club Básquet Coruña          | 85–77   |
| 2017 | Marín                  | Obradoiro CAB           | CB Breogán                   | 75–71   |
| 2018 | Marín                  | CB Breogán              | Obradoiro CAB                | 75–74   |
| 2019 | Marín                  | Obradoiro CAB           | Club Ourense Baloncesto      | 89–65   |
| 2021 | Ferrol                 | CB Breogán              | Obradoiro CAB                | 82–76   |
| 2022 | Orense                 | CB Breogán              | Obradoiro CAB                | 82–79   |
| 2023 | Lugo                   | Obradoiro CAB           | CB Breogán                   | 69–68   |
| 2024 | Lugo                   | CB Breogán              | Club Básquet Coruña          | 96–81   |

| Equipo                  | Localidad              | Campeón | Títulos (por año)                                                                         |
| ----------------------- | ---------------------- | ------- | ----------------------------------------------------------------------------------------- |
| CB Breogán              | Lugo                   | 15      | 1986, 1987, 1998, 2000, 2002, 2003, 2004, 2005, 2007, 2008, 2009, 2018, 2021, 2022 y 2024 |
| Obradoiro CAB           | Santiago de Compostela | 10      | 2010, 2011, 2012, 2013, 2014, 2015, 2016, 2017, 2019 y 2023                               |
| Club Ourense Baloncesto | Ourense                | 7       | 1992, 1994, 1995, 1997, 1999, 2001 y 2006                                                 |
| OAR Ferrol              | Ferrol                 | 5       | 1988, 1989, 1990, 1991 y 1993                                                             |
| Club Básquet Coruña     | La Coruña              | 1       | 1996                                                                                      |

### Categoría femenina
| Ed.   | Año  | Campeón                    |
| ----- | ---- | -------------------------- |
| I     | 1988 | C.B. Cluny                 |
| II    | 1989 | Pabellón Caixa             |
| III   | 1990 | C.B. Cluny                 |
| IV    | 1996 | Banco Simeón               |
| V     | 1997 | Banco Simeón               |
| VI    | 1998 | Banco Simeón               |
| VII   | 1999 | R.C. Celta Banco Simeón    |
| VIII  | 2001 | R.C. Celta Banco Simeón    |
| IX    | 2002 | R.C. Celta Banco Simeón    |
| X     | 2003 | R.C. Celta Banco Simeón    |
| XI    | 2004 | Extrugasa Cortegada        |
| XII   | 2005 | R.C. Celta Vigourban       |
| XIII  | 2006 | Ensino Porta XI            |
| XIV   | 2007 | R.C. Celta Vigourban       |
| XV    | 2008 | R.C. Celta Vigourban       |
| XVI   | 2009 | Real Club Celta Indepo     |
| XVII  | 2010 | Extrugasa                  |
| XVIII | 2011 | Real Club Celta Baloncesto |

| Equipo         | Localidad              | Campeón | Títulos (por año)                                                      |
| -------------- | ---------------------- | ------- | ---------------------------------------------------------------------- |
| R.C. Celta     | Vigo                   | 12      | 1996, 1997, 1998, 1999, 2001, 2002, 2003, 2005, 2007, 2008, 2009, 2011 |
| C.B. Cluny     | Santiago de Compostela | 2       | 1988, 1990                                                             |
| Extrugasa      | Villagarcía de Arosa   | 2       | 2004, 2010                                                             |
| Porta XI C.B.  | Lugo                   | 1       | 2006                                                                   |
| Pabellón Caixa | Orense                 | 1       | 1989                                                                   |